# Противодымная защита зданий и сооружений

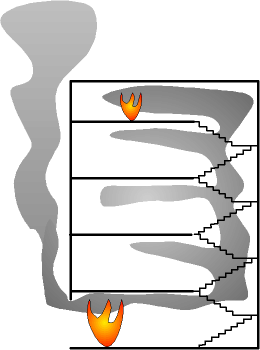
Задымление в здании без средств противодымной защиты

Противодымная защита зданий и сооружений — комплекс мероприятий, предназначенных для перераспределения газовых потоков, снижения температуры и концентрации дыма при пожаре в целях: эвакуации людей из здания или в зону безопасности; нахождения людей в зонах безопасности; ограничения распространения опасных факторов пожара; обеспечения возможности эффективного тушения пожара пожарными.
Дым и газы, образующиеся при пожаре проникает в органы дыхания и раздражает слизистую оболочку глаз. Для устранения их вредного воздействия возможно применять средства индивидуальной и групповой защиты.:46
Групповая защита осуществляется путем снижения концентрации дыма и газов в помещении:
- аэрацией — проветриванием помещений с помощью открывания дверей, окон или вскрытия конструкций;
- использованием противодымной вентиляции;
- использованием дымососов, автомобилей дымоудаления;
- осаждение дыма распыленной водой;[2]:46
- объемно-планировочные решениями;
- конструктивными решениями.[3]:5

В зданиях повышенной этажности задымление представляет особенную опасность. В СССР и России к зданиям повышенной этажности относят здания в 10 этажей и более. Граница определяется сопоставлением с высотой выдвижения пожарных автолестниц. В России большинство автолестниц 30-метровые, поэтому высота обычного многоэтажного здания ограничивается высотой 25…30 м.:321

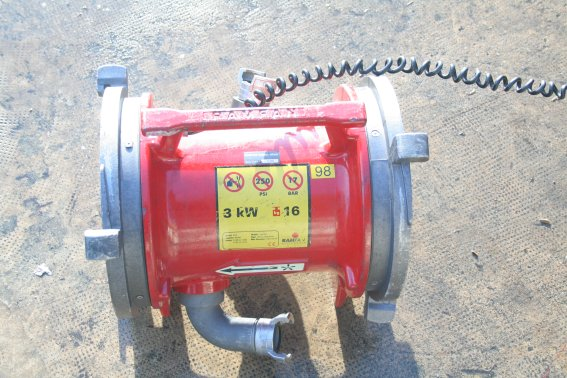
Дымосос французского производства

## Объемно-планировочные решения

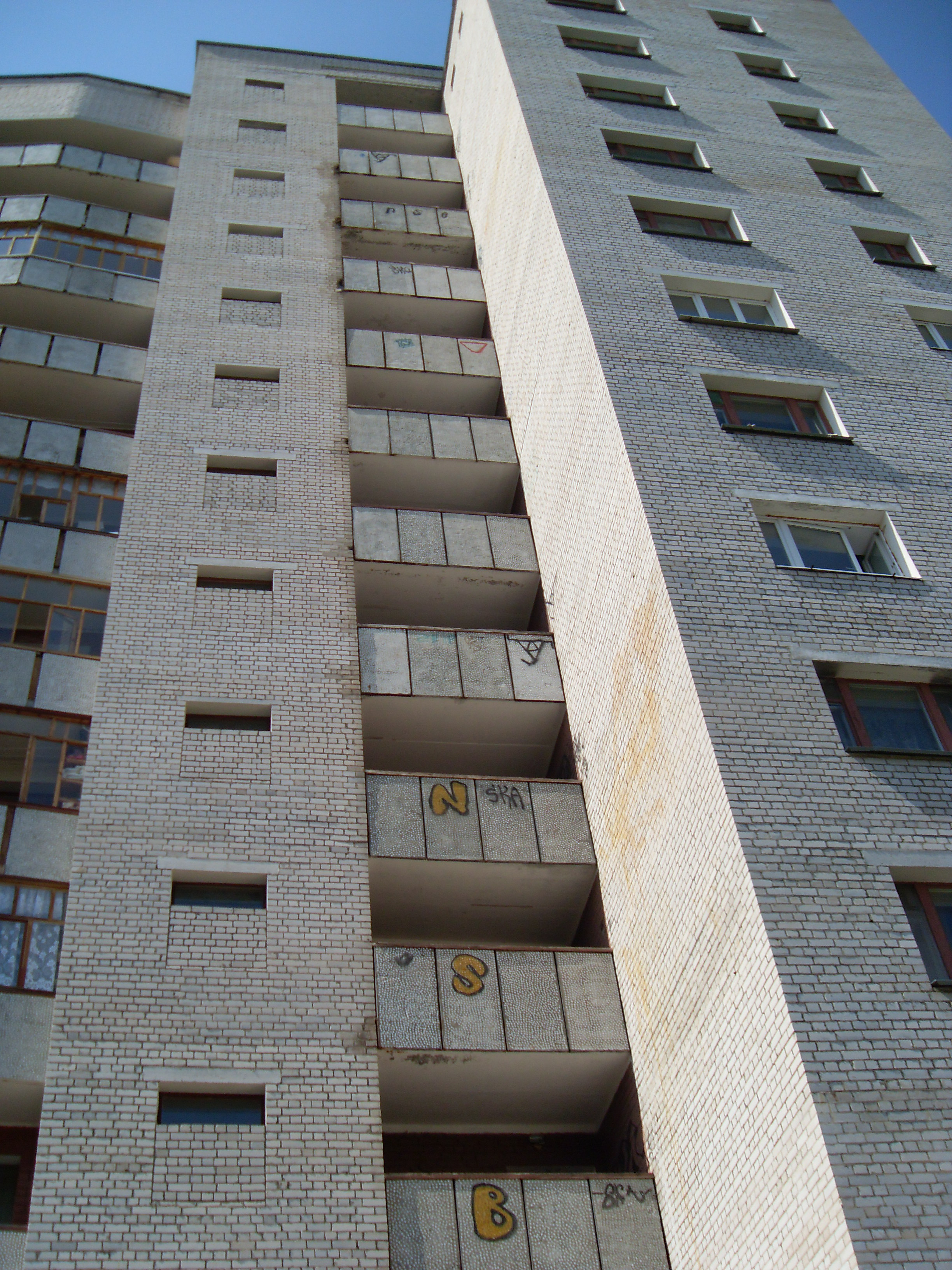
Открытые переходы на незадымляемую лестничную клетку

Объёмно-планировочными решениями возможно обеспечить непроникновение дыма при пожаре на лестничную клетку. Для этого выход на лестничную клетку с этажа производится только через наружную воздушную зону по открытым переходам.

## Конструктивные решения
Используются дымонепроницаемые ограждающие конструкции, защита дверных и технологических проемов от проникновения дыма, удаление дыма в желаемом направлении с помощью вентиляции с естественным побуждением.:269

### Вытяжная вентиляция с естественным побуждением
В системах с естественным побуждением удаление дыма осуществляется через специальные устройства: дымовые люки, дымовые шахты с дымовыми клапанами; через незадуваемые фонари.:9

## Приточно-вытяжная противодымная вентиляция
Предназначена для перераспределения газовых потоков в зданиях и сооружениях при возникновении в них пожара с помощью стационарно установленных технических средств. Приточная вентиляция осуществляет подачу наружного воздуха в вертикальные коммуникации (лифтовые шахты, лестничные клетки), зоны безопасности, тамбур-шлюзы, создает избыточное давление и предотвращает проникновение в них продуктов горения. Вытяжная вентиляция удаляет продукты горения из помещений при возникновении в них пожара и из сообщающихся с этими помещениями коридоров и холлов на путях эвакуации.
Для эффективной работы система с механическим побуждением должна иметь автоматический и дистанционный пуск.:311

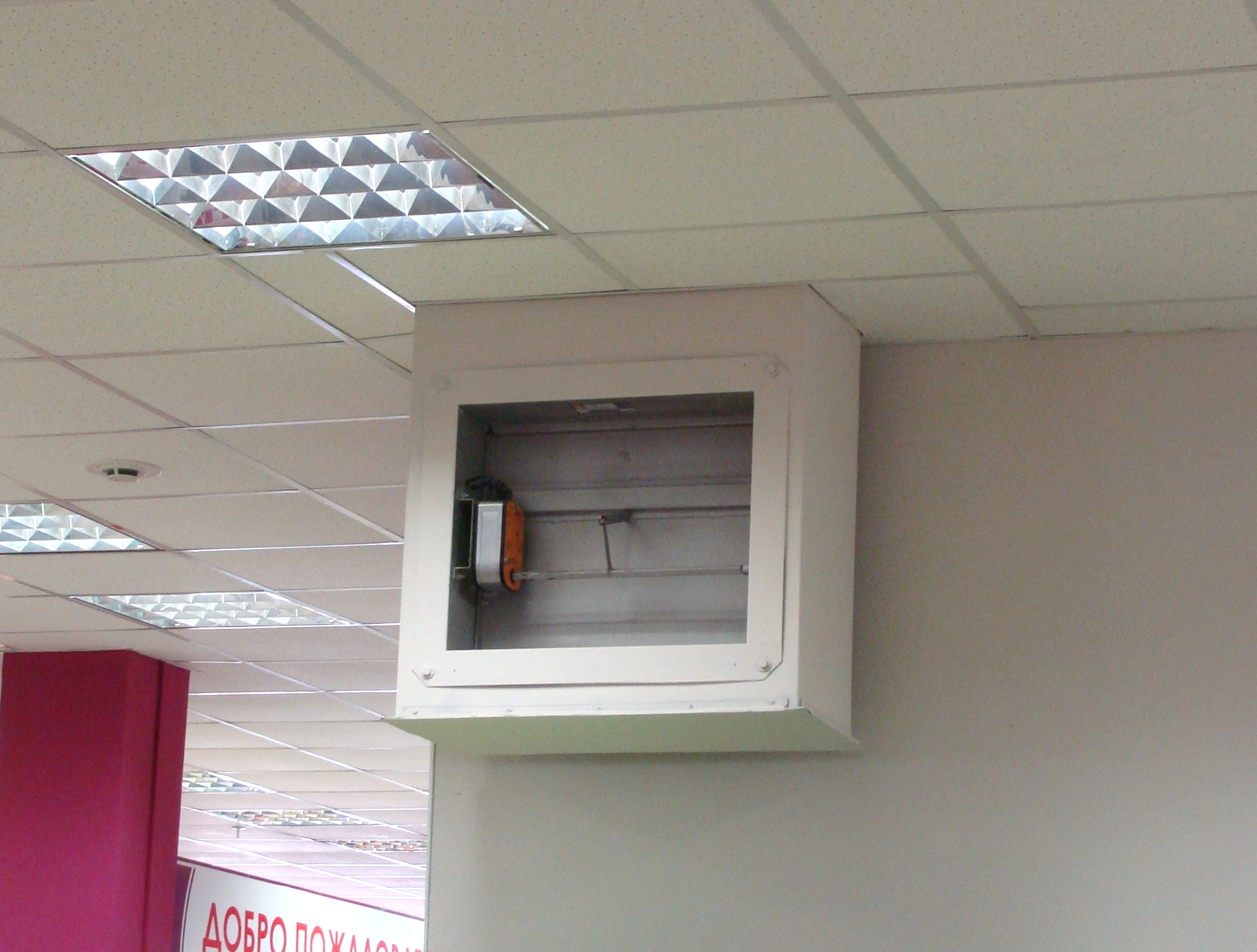
Клапан системы дымоудаления

## Безопасная зона
Коллективное средство спасения людей при пожаре. Выполняется в виде специально оборудованных помещений внутри здания или на его покрытии. Обеспечивает предотвращение воздействия на пребывающих в нём людей опасных факторов пожара за всё время ликвидации пожара.  Помещение должно выделяться противопожарными стенами и перекрытием и располагаться так, чтобы люди имели возможность достигнуть безопасной зоны за необходимое время эвакуации.

### Подземные объекты
Современные подземные объекты — капитальные сооружения, рассчитанные на длительные сроки эксплуатации (100 и более лет). В течение этого срока они должны удовлетворять требованиям эксплуатационной надежности, обеспечивая безопасность для жизни людей, безотказность, долговечность и ремонтопригодность.
Только за последнее десятилетие в странах Европы произошел ряд крупных пожаров в автомобильных и железнодорожных тоннелях:
- пожар в тоннеле Channel (Великобритания, 18.11.96 г.)
- пожар в тоннеле Exilles (Италия, 01.07.97 г.)
- пожар в тоннеле Prapontin (Италия, 13.01.97 г.)
- пожар в тоннеле Mont Blanc (24.03.99 г.)
- пожар в тоннеле Munich Candid (Германия, 30.08.99 г.)

Кроме этого, ряд серьезных пожаров зафиксирован в метрополитенах Германии, Нидерландов, Италии, Великобритании, России. Только в Московском метрополитене с 1990 года было зарегистрировано около 20 пожаров. Самая крупная трагедия, связанная с пожаром произошла в Азербайджане (в бакинском метрополитене, 1995). При пожаре погибли 289 человек и более 500 получили травмы различной степени тяжести.
Учитывая всю серьезность возможных последствий от пожаров в подземных сооружениях к обеспечению их пожарной безопасности предъявляются особые требования. При проектировании разрабатываются специальные технические условия по противопожарной защите сооружений и определению требуемых пределов огнестойкости строительных конструкций. Также предусматривают объемно-планировочные, конструктивные и инженерно-технические решения, обеспечивающие комплекс мероприятий по:
- Предотвращению возникновения и распространения пожара.
- Обеспечению огнестойкости строительных конструкций и инженерных коммуникаций.
- Обеспечению средствами обнаружения и тушения пожара.
- Обеспечению системами противодымной защиты и средствами пожарной безопасности вентиляционных систем.
- Обеспечению безопасной эвакуации людей и автоматическому оповещению о пожаре и управлению эвакуацией.
- Обеспечению пожарной безопасности электроустановок и т. д.

Самое серьезное внимание уделяется требованиям к огнестойкости вентиляторов, применяемых в метрополитенах. Она должна составлять не менее 1 часа при температуре 250 °С.
При этом необходимо учитывать специфику метрополитенов. Так, в зарубежных метрополитенах для основного (главного) проветривания тоннелей и станций используется поршневой эффект от движения поездов, и допускается установка облегченных специальных вентиляторов дымоудаления, работа которых активируется автоматически в случае пожара. Таким образом, эти вентиляторы обеспечивают функцию аварийного дымоудаления, после чего подлежат обязательной замене.
В метрополитенах стран СНГ функция дымоудаления обычно возлагается на шахтные вентиляторы главного проветривания, обеспечивающие основное проветривание тоннелей и станций. Применение легких вентиляторов дымоудаления в условиях отечественных метрополитенов возможно, таким образом, только в том случае, если главное проветривание обеспечено постоянной работой шахтных вентиляторов. Не допускается использование вентиляторов дымоудаления для главного проветривания тоннелей и станций, поскольку они не рассчитаны на длительную работу и в случае пожара могут моментально выйти из строя.
Сбои в работе данных систем при возникновении пожара приводят к неминуемой гибели людей, находящихся в нём, а также к серьёзным осложнениям в проведении аварийноспасательных работ, связанных с эвакуацией людей и тушением пожара. Ярким примером оценки значения систем вентиляции и дымоудаления явился пожар, произошедший в 1999 году в тоннеле «Монблан». В результате пожара погибли 39 человек, большинство из которых задохнулись от быстрого распространения ядовитых продуктов горения вследствие устаревшей и неработающей системы дымоудаления.